# Nephrolepis biserrata
Nephrolepis biserrata là một loài dương xỉ trong họ Nephrolepidaceae. Loài này được Sw. Schott mô tả khoa học đầu tiên năm 1834.

## Hình ảnh

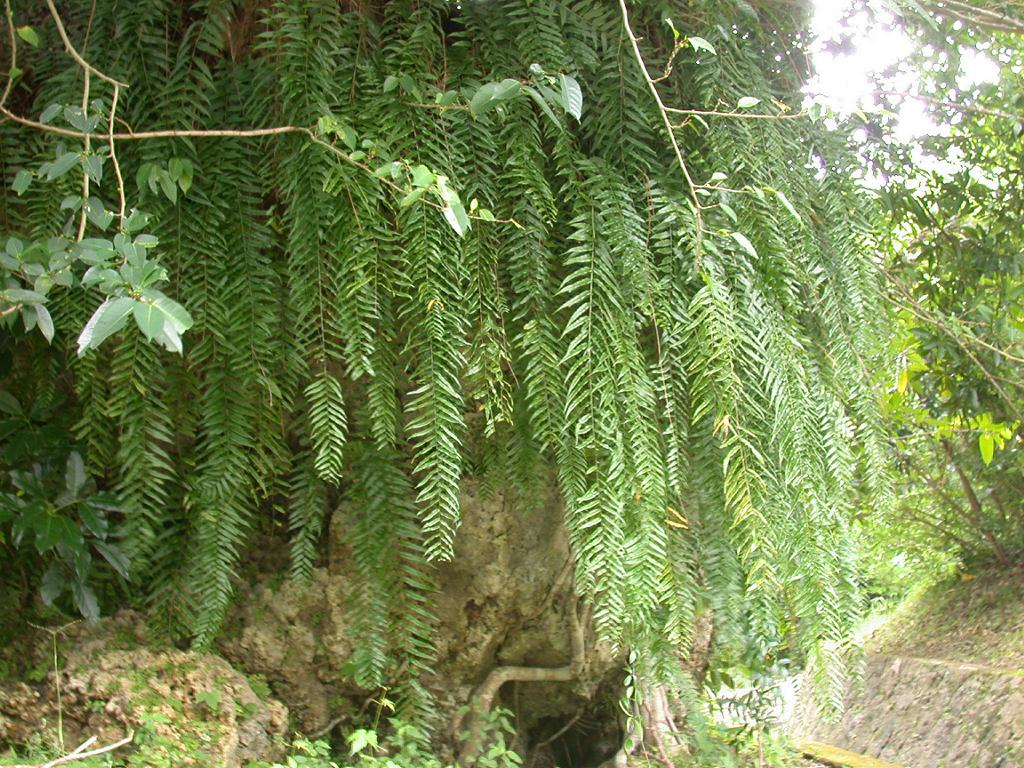
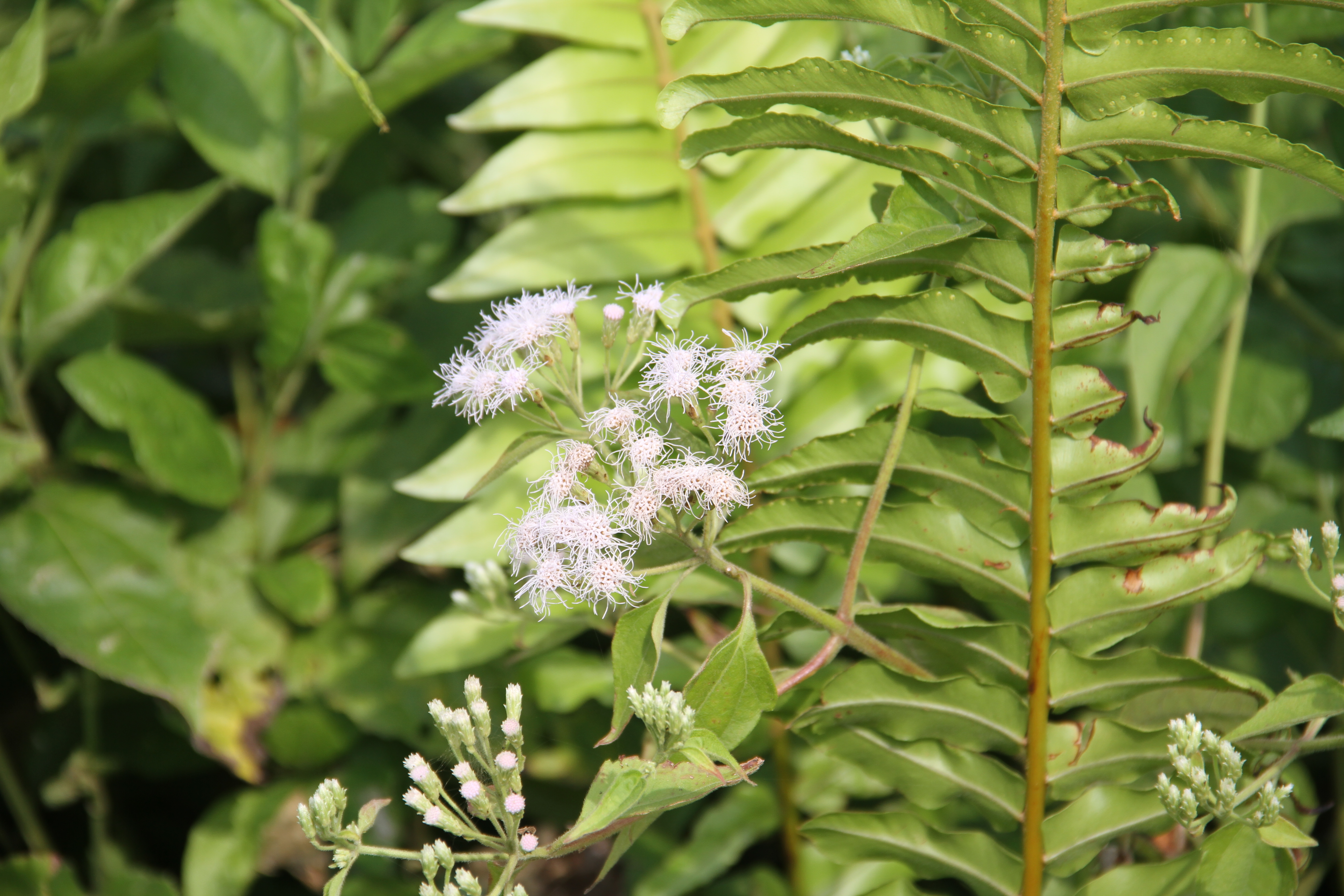
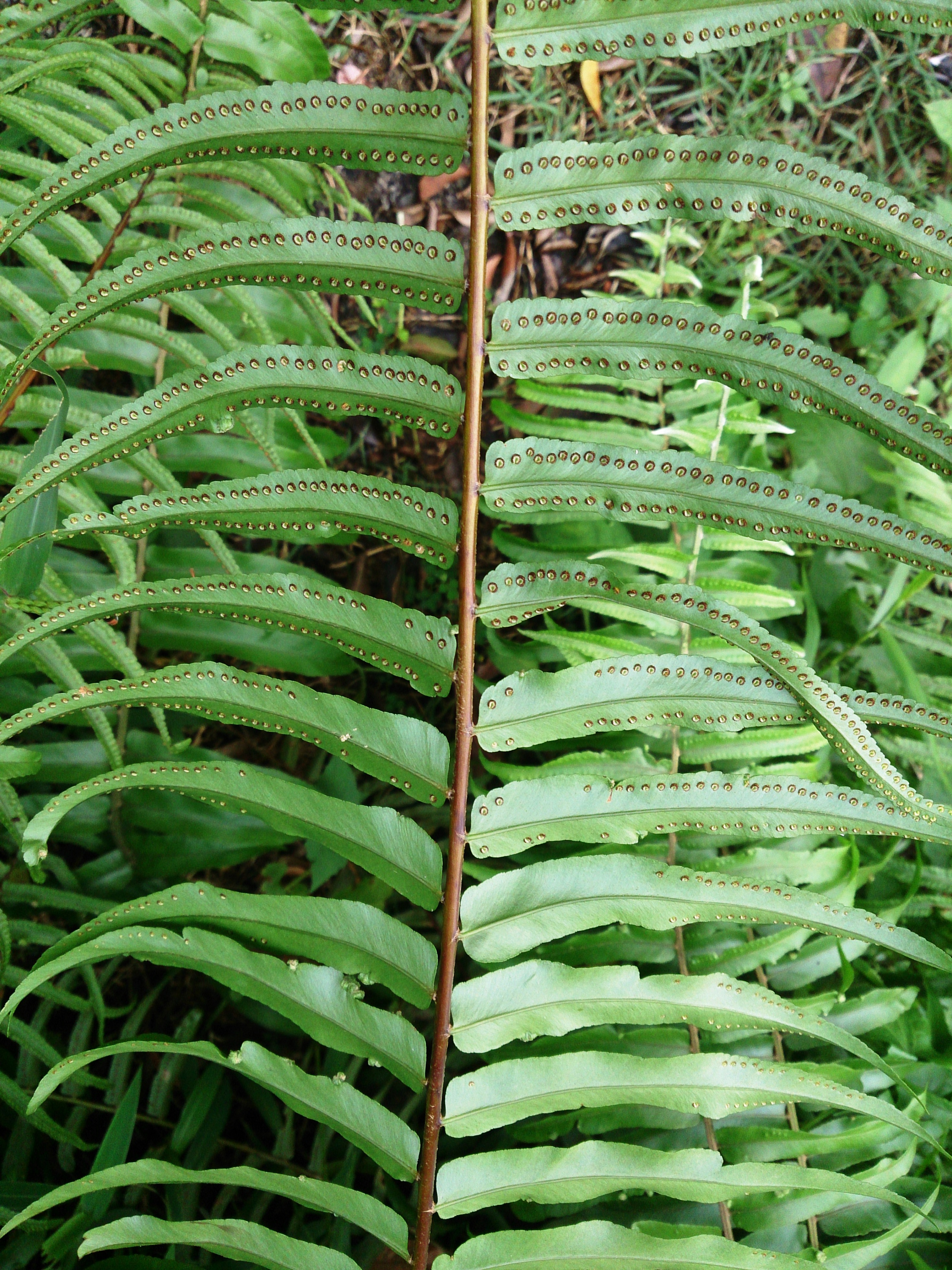
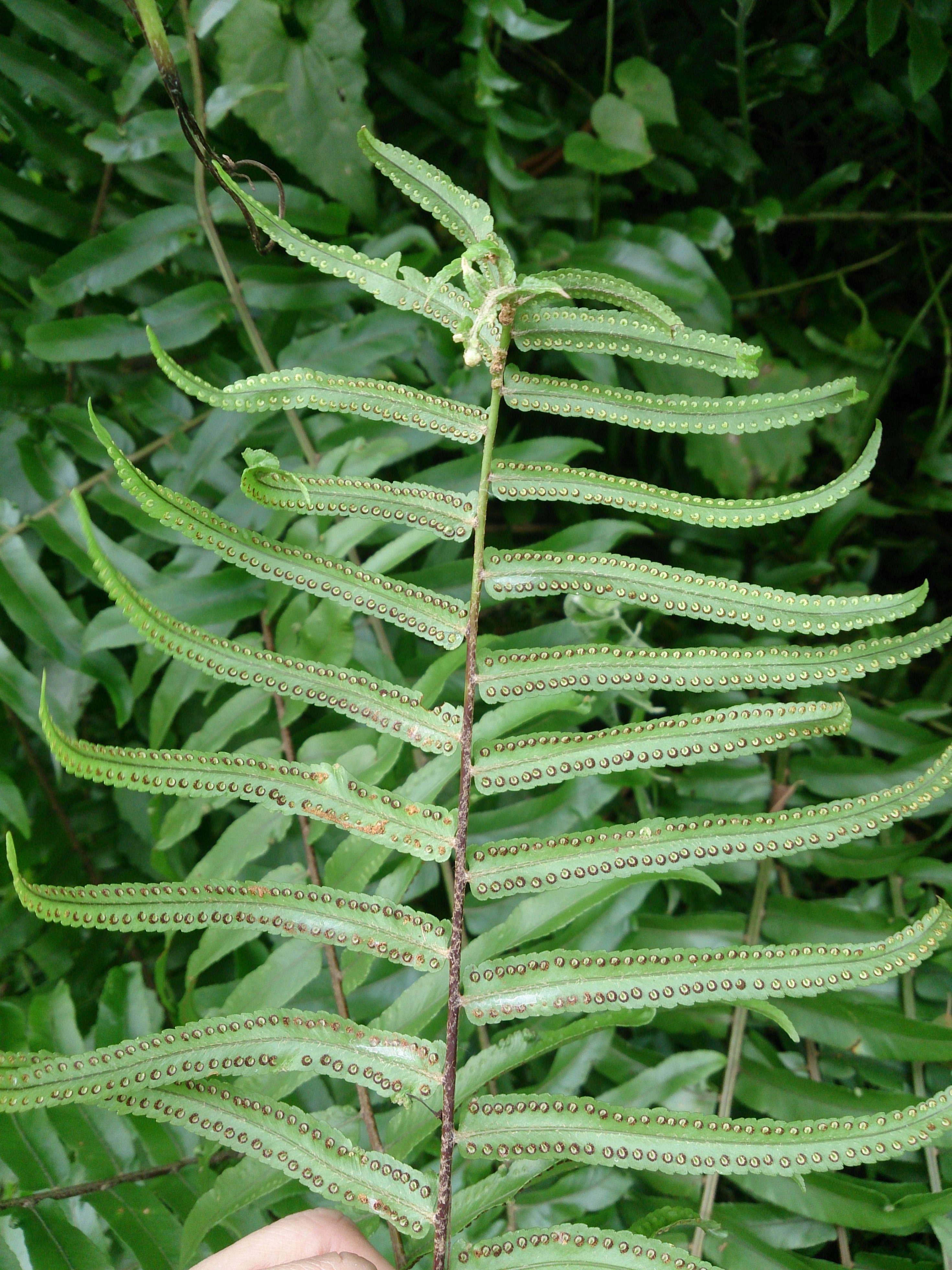